# Sino da Liberdade (Portland)
Sino da Liberdade (em inglês: Liberty Bell) refere-se às réplicas em Portland do Sino da Liberdade original de Filadélfia. A primeira réplica foi comprada em 1962, instalada na rotunda da Câmara Municipal de Portland em 1964 e destruída após uma explosão que danificou o pórtico leste do edifício em 21 de novembro de 1970.
A segunda réplica, instalada com recursos oriundos de doações privadas logo após a explosão, está localizada fora da Câmara Municipal. A nova réplica foi dedicada em 6 de novembro de 1975. O sino está catalogado pelo como memorial dos veteranos pelo Departamento de Assuntos dos Veteranos de Oregon.

## História
Portland teve duas réplicas do Sino da Liberdade original de Filadélfia. A primeira réplica, comprada em junho de 1962 por oito mil dólares e construída pela McShane Bell Foundry em Baltimore, tinha uma garantia contra danos de 25 anos e chegou em Portland com a base danificada e com seu feixe deslocado dos suportes. Foi reparada antes da réplica desfilar pela cidade em um caminhão. Em seguida, foi guardada em um depósito até o Dia da Independência. O sino foi exposto em público pela primeira vez durante as celebrações do feriado e instalado na rotunda da Câmara Municipal em 5 de maio de 1964.
Em 21 de novembro de 1970, uma bomba de dinamite foi colocada sobre o sino e detonada, danificando algumas colunas do pórtico leste da prefeitura, quebrando janelas e destruindo a réplica. Não houve feridos, mas os destroços do sino se espalharam por todo o local. O crime continua sem solução, ninguém reivindicou a responsabilidade ou foi processado pela explosão. Em 1993, o jornal The Oregonian categorizou o crime como "selvagem" e abordou as especulações sobre o atentado: "Alguns culpam os terroristas de esquerda ou de direita, dependendo das convicções políticas dos acusadores. Outros dizem que foi uma brincadeira monumental que saiu fora do controle."
A segunda réplica de Portland, dedicada em 6 de novembro de 1975, está localizada fora do pórtico leste da prefeitura perto do cruzamento das ruas South West Fourth e Madison e em frente da Terry Schrunk Plaza. Através de doações privadas, uma nova réplica foi comprada por seis mil dólares e instalada pouco tempo depois da explosão (c. 1972). O sino também foi atribuído como um presente dos residentes da Filadélfia para os estudantes de Portland. Em outubro de 1993, o sino foi examinado e considerado "treatment needed" (lit.: "a precisar de tratamento") pelo programa Save Outdoor Sculpture! do Instituto Smithsoniano. O sino também está classificado como memorial dos veteranos pelo Departamento de Assuntos dos Veteranos de Oregon.

## Descrição

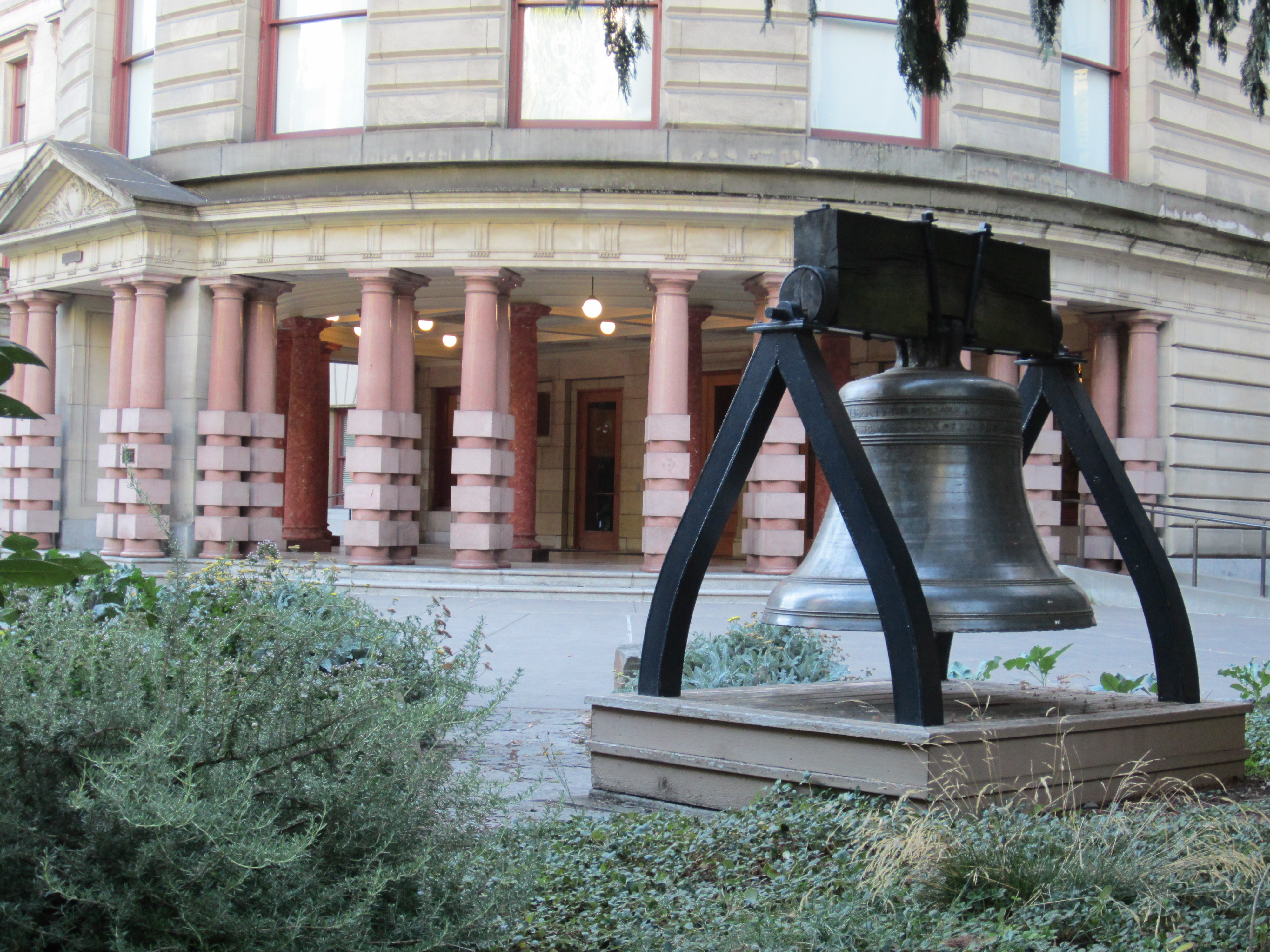
O sino localizado fora do pórtico leste da Câmara Municipal de Portland

A escultura de uma tonelada é feita de Best Genuine Metal, uma liga composta de dezesseis por cento de cobre, e mede aproximadamente 1,7 × 1,6 × 1,7 metros (66 × 64 × 66 polegadas). O sino está ligado por uma viga horizontal que é suportada por dois feixes em forma de V. A base é feita de tijolos, metal (aço) e madeira (cobertura de mogno), que mede aproximadamente 0,33 × 1,93 × 1,38 metros (13 × 76 × 54.5 polegadas). O lado oeste exibe a inscrição: Pass and Stow / Philada / MDCCLIII, e na parte superior se encontram as letras em relevo formando a seguinte citação: PROCLAIM LIBERTY THROUGHOUT ALL THE LAND UNTO ALL THE INHABITANTS THEREOF LEV. XX VVX. / BY ORDER OF THE ASSEMBLY OF THE PROVINCE OF PENNSYLVANIA FOR THE STATE HOUSE IN PHILADA. A marca do fundador também é visível. O Instituto Smithsoniano catalogou o sino como uma escultura alegórica que simboliza a liberdade.
O sino foi incluído nos passeios turísticos de Portland.